# Clanga
Clanga és un gènere d'ocells de la família dels accipítrids (Accipitridae). Està format per àguiles d'aspecte típic. Són grans rapinyaires.

## Taxonomia
Segons la classificació del Congrés Ornitològic Internacional versió 12,2, 2022, es reconeixen 3 espècies dins aquest gènere:
- Àguila cridanera (Clanga clanga).
- Àguila de l'Índia (Clanga hastata).
- Àguila pomerània (Clanga pomarina).